# ナショナルスタンダード
ナショナルスタンダード (national standard) は、1994年4月にデザイナーの若林ケイジ（若林桂治）が立ち上げた女性向けアパレルブランド。20代の女性を主なターゲットとしている。
ブランドを展開するのは株式会社ナショナルスタンダードであったが、2004年2月27日にファーストリテイリングの傘下（71.8%. 株主は他に三菱商事15.4%, 若林桂治12.8%）となった。しかし、事業拡大の目途が立たず、事業継続を断念。2006年3月15日に会社の解散を決議し、同年6月に清算を完了した。

## 沿革
- 1994年：ブランド設立。
- 1997年：第1回東京コレクション発表。
- 1998年：1号店をラフォーレ原宿にオープン。
- 2000年2月29日：株式会社ナショナルスタンダード設立。
- 2004年2月27日：第三者割り当て増資を行い、株式会社ファーストリテイリング傘下（株式の71.8%を取得）となる。
- 2006年
  - 3月15日：株主総会で会社解散を承認[1]。
  - 8月：清算結了。
- 2007年3月7日 - 3月20日：伊勢丹新宿店にて期間限定ショップISETAN national standard shopをオープン。
- 2008年9月3日 - 9月9日：伊勢丹新宿店にて復刻商品を期間限定販売。

## 直営店
- 札幌パルコ
- 伊勢丹新宿店
- ラフォーレ原宿店
- 渋谷パルコPart3
- 恵比寿（路面店）
- 名古屋パルコ
- JR名古屋タカシマヤ（2006年2月6日閉店）
- 藤井大丸（京都）
- 阪急百貨店うめだ本店
- 広島パルコ